# Utegnutozadčani
Utegnutozadčani (lat. Apocrita), jedan od dva podreda opnokrilaca (Hymenoptera) koji svoje ime nose po utegnutom zatku, po kojemu se razlikuju od drugog podreda opnokrilaca, širokozadčanima (širokozadčani) ili osama biljaricama (Symphyta).
Kod utegnutozadčana osobina je da im je prvi kolutić zatka uključen u prsa pa im je zadak utegnut.
Kako su mnogi utegnutozadčani paraziti drugih kukaca smatra ih se prirodnim neprijateljem štetnika. Osnovna im je podjela na infrared Aculeata koji imaju uvučen ovipozitor (leglica) u sedmom segmentu zatka, koji je preinačen je u žalac, i Terebrantes čiji je ovipozitor izbočen na kraju zatka.
Kod Aculeata ovipozitor je izgubio funkciju ovipozicije i dobio funkciju uštrcavanja otrova u žrtvu.

## Vanjske poveznice
|  | Zajednički poslužitelj ima još gradiva o temi Apocrita |
|  | Wikivrste imaju podatke o taksonu Apocrita             |